# ブレッドバーバーショップ
ブレッドバーバーショップ（Bread Barber Shop、브레드 이발소）
は、韓国で製作されたアニメ。
登場キャラクターは全員食べ物。

## 概要
ベーカリータウンと言うとある街にある理容店の物語。
主人公はブレッド。優秀な理容師で、過去にいろいろあったパン達の散髪をおこなう。そして彼は理容店の経営者。

## 登場人物
- ブレッド（Bread）

本作の主人公。通称ブレッドおじさん。
ブレッドバーバーショップの経営者。
- ウィルク（Wilk）

「ミルク」じゃなくて「ウィルク」。
- チョコ

チョコレートパン。
- ソーセージ

その名の通りソーセージ。